# Liga dos Campeões da CAF de 2023–24
A Liga dos Campeões da CAF de 2023–24 (oficialmente como Liga dos Campeões TotalEnergies da CAF de 2023–24 por motivos de patrocínio) foi a 60ª edição da maior competição de clubes da África e a 28ª edição sobre o atual formato de competição.
Os vencedores da Liga dos Campeões da CAF de 2023–24 se classificam automaticamente para a Liga dos Campeões da CAF de 2024–25 e ganharão o direito de jogar contra os vencedores da Copa das Confederações da CAF de 2023–24 na Supercopa da CAF de 2024.

## Alocação das vagas
Todas as 54 associações membros da CAF podem entrar na Liga dos Campeões da CAF, com as 12 associações mais bem classificadas de acordo com sua classificação de 5 anos da CAF elegíveis para inscrever duas equipes na competição.
Como resultado, teoricamente, um máximo de 68 times poderiam entrar no torneio – embora esse nível nunca tenha sido alcançado. Para a Liga dos Campeões da CAF de 2023–24, a CAF usa o ranking de 5 anos da CAF de 2019–2023, que calcula pontos para cada associação participante com base no desempenho de seus clubes nesses 5 anos na Liga dos Campeões da CAF e na Copa das Confederações da CAF. Os critérios para pontos são os seguintes:
|                                  | Liga dos Campeões da CAF | Copa das Confederações da CAF |
| -------------------------------- | ------------------------ | ----------------------------- |
| Campeão                          | 6 pontos                 | 5 pontos                      |
| Vice-campeão                     | 5 pontos                 | 4 pontos                      |
| Eliminado na semifinal           | 4 pontos                 | 3 pontos                      |
| Eliminado nas quartas de final   | 3 pontos                 | 2 pontos                      |
| Terceiro lugar na fase de grupos | 2 pontos                 | 1 ponto                       |
| Quarto lugar na fase de grupos   | 1 ponto                  | 0,5 ponto                     |

Os pontos são multiplicados por um coeficiente de acordo com o ano da seguinte forma:
- 2022–23: × 5
- 2021–22: × 4
- 2020–21: × 3
- 2019–20: × 2
- 2018–19: × 1

## Equipes classificadas
As seguintes 54 equipes de 42 associações entraram na competição.
- Equipes (em negrito) se classificaram diretamente a segunda fase.
- As outras equipes entraram na primeira fase.

As associações abaixo são mostradas de acordo com o seu ranking entre 2018 e 2023.
| Associação                                                        | Equipe                                                            | Classificação                                                                                               |
| Associações elegíveis para entrar com duas equipes (Ranking 1–12) | Associações elegíveis para entrar com duas equipes (Ranking 1–12) | Associações elegíveis para entrar com duas equipes (Ranking 1–12)                                           |
| ----------------------------------------------------------------- | ----------------------------------------------------------------- | --- |
| Marrocos · (1º – 180 pts)                                         | FAR Rabat                                                         | Campeão – Campeonato Marroquino de Futebol de 2022–23                                                       |
| Marrocos · (1º – 180 pts)                                         | Wydad Casablanca                                                  | Vice-campeão – Campeonato Marroquino de Futebol de 2022–23                                                  |
| Egito · (2º – 172,5 pts)                                          | Al-Ahly                                                           | Detentor do título (Liga dos Campeões da CAF de 2022–23) Campeão – Campeonato Egípcio de Futebol de 2022–23 |
| Egito · (2º – 172,5 pts)                                          | Pyramids                                                          | Vice-campeão – Campeonato Egípcio de Futebol de 2022–23                                                     |
| Argélia · (3º – 134 pts)                                          | CR Belouizdad                                                     | Campeão – Campeonato Argelino de Futebol de 2022–23                                                         |
| Argélia · (3º – 134 pts)                                          | CS Constantine                                                    | Vice-campeão – Campeonato Argelino de Futebol de 2022–23                                                    |
| África do Sul · (4º – 114 pts)                                    | Mamelodi Sundowns                                                 | Campeão – Campeonato Sul-Africano de Futebol de 2022–23                                                     |
| África do Sul · (4º – 114 pts)                                    | Orlando Pirates                                                   | Vice-campeão – Campeonato Sul-Africano de Futebol de 2022–23                                                |
| Tunísia · (5º – 101 pts)                                          | Étoile du Sahel                                                   | Campeão – Campeonato Tunisiano de Futebol de 2022–23                                                        |
| Tunísia · (5º – 101 pts)                                          | Espérance de Tunis                                                | Vice-campeão – Campeonato Tunisiano de Futebol de 2022–23                                                   |
| Tanzânia · (6º – 56,5 pts)                                        | Young Africans                                                    | Campeão – Campeonato Tanzaniano de Futebol de 2022–23                                                       |
| Tanzânia · (6º – 56,5 pts)                                        | Simba                                                             | Vice-campeão – Campeonato Tanzaniano de Futebol de 2022–23                                                  |
| República Democrática do Congo · (7º – 54 pts)                    | TP Mazembe                                                        | Campeão – Campeonato Nacional de Futebol da República Democrática do Congo de 2022–23                       |
| República Democrática do Congo · (7º – 54 pts)                    | AS Vita Club                                                      | Vice-campeão – Campeonato Nacional de Futebol da República Democrática do Congo de 2022–23                  |
| Angola · (8º – 41,5 pts)                                          | Petro de Luanda                                                   | Campeão – Girabola de 2022–23                                                                               |
| Angola · (8º – 41,5 pts)                                          | 1º de Agosto                                                      | Vice-campeão – Girabola de 2022–23                                                                          |
| Sudão · (9º – 39 pts)                                             | Al-Hilal                                                          | Campeão – Campeonato Sudanês de Futebol de 2022–23                                                          |
| Sudão · (9º – 39 pts)                                             | Al-Merreikh                                                       | Vice-campeão – Campeonato Sudanês de Futebol de 2022–23                                                     |
| Guiné · (10º – 29 pts)                                            | Hafia                                                             | Campeão – Campeonato Guineano de Futebol de 2022–23                                                         |
| Guiné · (10º – 29 pts)                                            | Horoya                                                            | Vice-campeão – Campeonato Guineano de Futebol de 2022–23                                                    |
| Líbia · (11º – 28 pts)                                            | Al Ahly Tripoli                                                   | Campeão – Campeonato Líbio de Futebol de 2022–23                                                            |
| Líbia · (11º – 28 pts)                                            | Al Ahly Benghazi                                                  | Vice-campeão – Campeonato Líbio de Futebol de 2022–23                                                       |
| Nigéria · (12º – 25 pts)                                          | Enyimba                                                           | Campeão – Campeonato Nigeriano de Futebol de 2022–23                                                        |
| Nigéria · (12º – 25 pts)                                          | Remo Stars                                                        | Vice-campeao – Campeonato Nigeriano de Futebol de 2022–23                                                   |
| Associações elegíveis para entrar com uma equipe                  |                                                                   | |
| Costa do Marfim · (13º – 21 pts)                                  | ASEC Mimosas                                                      | Campeão – Campeonato Marfinense de Futebol de 2022–23                                                       |
| Camarões · (14º – 16 pts)                                         | Coton Sport                                                       | Campeão – Campeonato Camaronês de Futebol de 2022–23                                                        |
| Zâmbia · (15º – 15 pts)                                           | Power Dynamos                                                     | Campeão – Campeonato Zambiano de Futebol de 2022–23                                                         |
| República do Congo · (16º – 9,5 pts)                              | AS Otohô                                                          | Campeão – Campeonato Congolês de Futebol de 2022–23                                                         |
| Senegal · (17º – 9 pts)                                           | Génération Foot                                                   | Campeão – Campeonato Senegalês de Futebol de 2022–23                                                        |
| Mali · (18º – 7 pts)                                              | Real Bamako                                                       | Campeão – Campeonato Malinês de Futebol de 2022–23                                                          |
| Togo · (19º – 5 pts)                                              | ASKO Kara                                                         | Campeão – Campeonato Togolês de Futebol de 2022–23                                                          |
| Uganda · (19º – 5 pts)                                            | Vipers                                                            | Campeão – Campeonato Ugandense de Futebol de 2022–23                                                        |
| Botswana · (21º – 4 pts)                                          | Jwaneng Galaxy                                                    | Campeão – Campeonato Botsuano de Futebol de 2022–23                                                         |
| Burquina Fasso · (23º – 2 pts)                                    | AS Douanes                                                        | Campeão – Campeonato Burquinense de Futebol de 2022–23                                                      |
| Essuatíni · (23º – 2 pts)                                         | Green Mamba                                                       | Campeão – Campeonato Essuatiniano de Futebol de 2022–23                                                     |
| Níger · (23º – 2 pts)                                             | AS GNN                                                            | Campeão – Campeonato Nigerino de Futebol de 2022–23                                                         |
| Benim · (27º – 1 pts)                                             | Coton Sport Benin                                                 | Campeão – Campeonato Beninense de Futebol de 2022–23                                                        |
| Gana · (27º – 1 pts)                                              | Medeama                                                           | Campeão – Campeonato Ganês de Futebol de 2022–23                                                            |
| Mauritânia · (27º – 1 pts)                                        | FC Nouadhibou                                                     | Campeão – Campeonato Mauritano de Futebol de 2022–23                                                        |
| Burundi                                                           | Bumamuru                                                          | Campeão – Campeonato Burundiano de Futebol de 2022–23                                                       |
| Comores                                                           | Djabal                                                            | Campeão – Campeonato Comorense de Futebol de 2022–23                                                        |
| Djibuti                                                           | Djibouti Télécom                                                  | Campeão – Campeonato Djibutiano de Futebol de 2022–23                                                       |
| Gabão                                                             | CS Bendje                                                         | Campeão – Campeonato Gabonês de Futebol de 2022–23                                                          |
| Guiné Equatorial                                                  | Dragón                                                            | Campeão – Campeonato Guinéu-Equatoriano de Futebol de 2022–23                                               |
| Etiópia                                                           | Saint George                                                      | Campeão – Campeonato Gambiano de Futebol de 2022–23                                                         |
| Libéria                                                           | LISCR                                                             | Campeão – Campeonato Liberiano de Futebol de 2022–23                                                        |
| Malawi                                                            | Nyasa Big Bullets                                                 | Campeão – Campeonato Malauiano de Futebol de 2022–23                                                        |
| Moçambique ·                                                      | UD Songo                                                          | Campeão – Moçambola de 2022–23                                                                              |
| Namíbia                                                           | African Stars                                                     | Campeão – Campeonato Namibiano de Futebol de 2022–23                                                        |
| Ruanda ·                                                          | APR                                                               | Campeão – Campeonato Ruandês de Futebol de 2022–23                                                          |
| Serra Leoa                                                        | Bo Rangers FC                                                     | Campeão – Campeonato Serra-Leonês de Futebol de 2022–23                                                     |
| Somália                                                           | Gaadiidka                                                         | Campeão – Campeonato Somali de Futebol de 2022–23                                                           |
| Sudão do Sul                                                      | Salaam FC Bor                                                     | Campeão – Campeonato Sul-Sudanês de Futebol de 2022–23                                                      |
| Zanzibar                                                          | KMKM                                                              | Campeão – Campeonato Zanzibarita de Futebol de 2022–23                                                      |

| - Cabo Verde - Eritreia - Guiné-Bissau - Ilhas Maurícias - Namíbia - Quênia - Reunião - São Tomé e Príncipe - Somália - Zimbabwe |

## Calendário
| Fase           | Rodada           | Data se Sorteio     | Partida de Ida             | Partida de Volta           |
| -------------- | ---------------- | ------------------- | -------------------------- | -------------------------- |
| Qualificações  | Primeira fase    | 25 de julho de 2023 | 18–19 de agosto de 2023    | 25–26 de agosto de 2023    |
| Qualificações  | Segunda fase     | 25 de julho de 2023 | 15–16 de setembro de 2023  | 29–30 de setembro de 2023  |
| Fase de grupos | 1ª rodada        | 2023                | 24–25 de novembro de 2023  | 24–25 de novembro de 2023  |
| Fase de grupos | 2ª rodada        | 2023                | 1–2 de dezembro de 2023    | 1–2 de dezembro de 2023    |
| Fase de grupos | 3ª rodada        | 2023                | 8–9 de dezembro de 2023    | 8–9 de dezembro de 2023    |
| Fase de grupos | 4ª rodada        | 2023                | 19 de dezembro de 2023     | 19 de dezembro de 2023     |
| Fase de grupos | 5ª rodada        | 2023                | 23–24 de fevereiro de 2024 | 23–24 de fevereiro de 2024 |
| Fase de grupos | 6ª rodada        | 2023                | 1–2 de março de 2024       | 1–2 de março de 2024       |
| Fase final     | Quartas de final | Março de 2024       | 29–30 de março de 2024     | 5–6 de abril de 2024       |
| Fase final     | Semifinal        | Março de 2024       | 19–20 de abril de 2024     | 26–27 de abril de 2024     |
| Fase final     | Final            | Março de 2024       | 19 de maio de 2024         | 26 de maio de 2024         |

## Fases de qualificação
O sorteio para a primeira e a segunda fase foi realizado em 25 de julho de 2023, na sede da CAF, no Cairo, Egito.
Nesta fase, cada vaga foi disputada em partidas de ida e volta. Caso o placar agregado esteja empatado no final da partida de volta a regra do gol fora de casa foi aplicada. Caso o empate ainda persista o vencedor foi definido pela disputa por pênaltis.

### Primeira fase
| Equipe 1          | Total       | Equipe 2          | 1.º jogo | 2.º jogo |
| ----------------- | ----------- | ----------------- | -------- | -------- |
| Hafia             | 2–2 (gf)    | Génération Foot   | 0—0      | 2—2      |
| AS GNN            | W.O         | AS Douanes        | —        | —        |
| Bo Rangers        | 2–1         | LISCR             | 1—1      | 1—0      |
| Medeama           | 1–1 (3–2 p) | Remo Stars        | 1—0      | 0—1      |
| KMKM              | 2–5         | Saint George      | 1—2      | 1—3      |
| APR               | 3–1         | Gaadiidka         | 1—1      | 2—0      |
| CS Bendje         | 2–6         | Bumamuru          | 1—1      | 1—5      |
| African Stars     | 2–2 (gf)    | Power Dynamos     | 2—1      | 0—1      |
| UD Songo          | 2–1         | Green Mamba       | 1—0      | 1—1      |
| Dragón            | 0–3         | Nyasa Big Bullets | 0—2      | 0—1      |
| Al Ahly Benghazi  | 4–3         | Enyimba           | 4—3      | 0—0      |
| Coton Sport Benin | 0–2         | ASEC Mimosas      | 0—0      | 0—2      |
| CS Constantine    | 0–3         | Étoile du Sahel   | 0—2      | 0—1      |
| ASKO Kara         | 0–8         | FAR Rabat         | 0—1      | 0—7      |
| Real Bamako       | 2–0         | Coton Sport       | 0—0      | 2—0      |
| FC Nouadhibou     | 2–1         | Al Ahly Tripoli   | 2—0      | 0—1      |
| 1º de Agosto      | 2–1         | AS Vita Club      | 1—0      | 1—1      |
| Salaam FC Bor     | W.O         | Al-Hilal          | —        | —        |
| AS Otohô          | 1–1 (gf)    | Al-Merreikh       | 1—1      | 0—0      |
| Djibouti Télécom  | 1–7         | Young Africans    | 0—2      | 1—5      |
| Jwaneng Galaxy    | 3–2         | Vipers            | 2—0      | 1—2      |
| Djabal            | 0–4         | Orlando Pirates   | 0—1      | 0—3      |

### Segunda fase
Os 16 vencedores dessa fase irão avançar para a fase de grupos, enquanto que os 16 perdedores irão para os play-offs da Copa das Confederações da CAF.
| Equipe 1          | Total       | Equipe 2           | 1.º jogo | 2.º jogo |
| ----------------- | ----------- | ------------------ | -------- | -------- |
| Hafia             | 1—4         | Wydad Casablanca   | 1—1      | 0—3      |
| AS Douanes        | 0—1         | Espérance de Tunis | 0—1      | 0—0      |
| Bo Rangers        | 2—6         | CR Belouizdad      | 1—3      | 1—3      |
| Medeama           | 4—3         | Horoya             | 3—1      | 1—2      |
| Saint George      | 0—7         | Al-Ahly            | 0—3      | 0—4      |
| APR               | 1—6         | Pyramids           | 0—0      | 1—6      |
| Bumamuru          | 0—6         | Mamelodi Sundowns  | 0—4      | 0—2      |
| Power Dynamos     | 3—3 (gf)    | Simba              | 2—2      | 1—1      |
| UD Songo          | 2—5         | Petro de Luanda    | 1—2      | 1—3      |
| Nyasa Big Bullets | 0—5         | TP Mazembe         | 0—1      | 0—4      |
| Al Ahly Benghazi  | 1—2         | ASEC Mimosas       | 0—0      | 1—2      |
| Étoile du Sahel   | 3—1         | FAR Rabat          | 1—0      | 2—1      |
| Real Bamako       | 1—4         | FC Nouadhibou      | 0—3      | 1—1      |
| 1º de Agosto      | 1—2         | Al-Hilal           | 0—0      | 1—2      |
| Al-Merreikh       | 0—3         | Young Africans     | 0—2      | 0—1      |
| Jwaneng Galaxy    | 1—1 (5—4 p) | Orlando Pirates    | 1—0      | 0—1      |

## Fase de grupos
O sorteio da fase de grupos foi realizado no dia 6 de outubro de 2023, às 13h00 GMT (15h00 hora local, UTC+2), em Joanesburgo, na África do Sul. Os 16 vencedores da segunda rodada das eliminatórias foram sorteados em quatro grupos de quatro.
As equipes foram classificadas por seu desempenho nas competições da CAF nas cinco temporadas anteriores (pontos de classificação de 5 anos da CAF mostrados ao lado de cada equipe). Cada grupo continha uma equipe de cada Pote 1, Pote 2, Pote 3 e Pote 4, e cada equipe foi alocada nas posições de seu grupo de acordo com seu pote.
| Time               | Pts |
| ------------------ | --- |
| Al-Ahly            | 83  |
| Wydad Casablanca   | 74  |
| Espérance de Tunis | 56  |
| Mamelodi Sundowns  | 51  |

| Time            | Pts  |
| --------------- | ---- |
| CR Belouizdad   | 36   |
| Pyramids        | 35   |
| Simba           | 35   |
| Petro de Luanda | 33.5 |

| Time           | Pts  |
| -------------- | ---- |
| TP Mazembe     | 30.5 |
| Al-Hilal       | 23   |
| ASEC Mimosas   | 20   |
| Young Africans | 20   |

| Time            | Pts |
| --------------- | --- |
| Étoile du Sahel | 20  |
| Jwaneng Galaxy  | 4   |
| FC Nouadhibou   | 1   |
| Medeama         | —   |

### Grupo A
| Pos | Equipe            | Pts | J | V | E | D | GP | GC | SG | Classificado                    |     | SUN | TPM | FCN | PYR |
| --- | ----------------- | --- | - | - | - | - | -- | -- | -- | ------------------------------- | --- | --- | --- | --- | --- |
| 1   | Mamelodi Sundowns | 13  | 6 | 4 | 1 | 1 | 7  | 1  | +6 | Avança para as Quartas de final |     | —   | 1–0 | 3–0 | 0–0 |
| 2   | TP Mazembe        | 10  | 6 | 3 | 1 | 2 | 6  | 2  | +4 | Avança para as Quartas de final |     | 1–0 | —   | 2–0 | 3–0 |
| 3   | FC Nouadhibou     | 5   | 6 | 1 | 2 | 3 | 4  | 9  | −5 |                                 |     | 0–2 | 0–0 | —   | 2–0 |
| 4   | Pyramids          | 5   | 6 | 1 | 2 | 3 | 3  | 8  | −5 |                                 | 0–1 | 1–0 | 2–2 | —   |     |

1. 1 2  Classificado em pontos de confronto direto: FC Nouadhibou 3, Pyramids 0.

### Grupo B
| Pos | Equipe           | Pts | J | V | E | D | GP | GC | SG  | Classificado                    |     | ASE | SIM | WAC | JWA |
| --- | ---------------- | --- | - | - | - | - | -- | -- | --- | ------------------------------- | --- | --- | --- | --- | --- |
| 1   | ASEC Mimosas     | 11  | 6 | 3 | 2 | 1 | 7  | 2  | +5  | Avança para as Quartas de final |     | —   | 0–0 | 1–0 | 3–0 |
| 2   | Simba            | 9   | 6 | 2 | 3 | 1 | 9  | 2  | +7  | Avança para as Quartas de final |     | 1–1 | —   | 2–0 | 6–0 |
| 3   | Wydad Casablanca | 9   | 6 | 3 | 0 | 3 | 3  | 4  | −1  |                                 |     | 1–0 | 1–0 | —   | 0–1 |
| 4   | Jwaneng Galaxy   | 4   | 6 | 1 | 1 | 4 | 1  | 12 | −11 |                                 | 0–2 | 0–0 | 0–1 | —   |     |

### Grupo C
| Pos | Equipe             | Pts | J | V | E | D | GP | GC | SG | Classificado                    |     | APL | EST | HIL | ESS |
| --- | ------------------ | --- | - | - | - | - | -- | -- | -- | ------------------------------- | --- | --- | --- | --- | --- |
| 1   | Petro de Luanda    | 12  | 6 | 3 | 3 | 0 | 5  | 0  | +5 | Avança para as Quartas de final |     | —   | 0–0 | 1–0 | 2–0 |
| 2   | Espérance de Tunis | 11  | 6 | 3 | 2 | 1 | 6  | 3  | +3 | Avança para as Quartas de final |     | 0–0 | —   | 1–0 | 2–0 |
| 3   | Al-Hilal           | 5   | 6 | 1 | 2 | 3 | 4  | 5  | −1 |                                 |     | 0–0 | 3–1 | —   | 1–1 |
| 4   | Étoile du Sahel    | 4   | 6 | 1 | 1 | 4 | 2  | 9  | −7 |                                 | 0–2 | 0–2 | 1–0 | —   |     |

### Grupo D
| Pos | Equipe         | Pts | J | V | E | D | GP | GC | SG  | Classificado                    |     | AHL | YNG | CRB | MED |
| --- | -------------- | --- | - | - | - | - | -- | -- | --- | ------------------------------- | --- | --- | --- | --- | --- |
| 1   | Al-Ahly        | 12  | 6 | 3 | 3 | 0 | 6  | 1  | +5  | Avança para as Quartas de final |     | —   | 1–0 | 0–0 | 3–0 |
| 2   | Young Africans | 8   | 6 | 2 | 2 | 2 | 9  | 6  | +3  | Avança para as Quartas de final |     | 1–1 | —   | 4–0 | 3–0 |
| 3   | CR Belouizdad  | 8   | 6 | 2 | 2 | 2 | 7  | 6  | +1  |                                 |     | 0–0 | 3–0 | —   | 3–0 |
| 4   | Medeama        | 4   | 6 | 1 | 1 | 4 | 3  | 13 | −10 |                                 | 0–1 | 1–1 | 2–1 | —   |     |

1. 1 2  Classificado com base no saldo de gols no confronto direto: Young Africans +1, CR Belouizdad –1.

## Fase final

### Sorteio
O mecanismo de sorteio de cada fase é o seguinte:
- No sorteio das quartas de final, os quatro líderes dos grupos serão colocados em um pote, enquanto que os quatro vice-líderes serão colocados em outro. As equipes que finalizaram em primeiro lugar na fase de grupos (pote 1 no sorteio) enfrentarão as equipes que finalizaram em segundo lugar (pote 2). As equipes do mesmo grupo não podem ser sorteadas entre si, podendo ser sorteadas equipes de um mesmo país.
- No sorteio das semifinais não existe cabeça de chave e equipes do mesmo grupo (fase de grupos) e do mesmo país podem ser sorteadas.

| Grupo | Líderes de grupo  | Vice-líderes de grupo |
| ----- | ----------------- | --------------------- |
| A     | Mamelodi Sundowns | TP Mazembe            |
| B     | ASEC Mimosas      | Simba                 |
| C     | Petro de Luanda   | Espérance de Tunis    |
| D     | Al-Ahly           | Young Africans        |

### Chaveamento
|  | Quartas de final         | Quartas de final         | Quartas de final         | Quartas de final         |   |                    | Semifinais       | Semifinais       | Semifinais       | Semifinais       |  |                    | Final           | Final           | Final           | Final           |  |  |
|  | 29 de março a 6 de abril | 29 de março a 6 de abril | 29 de março a 6 de abril | 29 de março a 6 de abril |   |                    | 20 a 26 de abril | 20 a 26 de abril | 20 a 26 de abril | 20 a 26 de abril |  |                    | 19 e 26 de maio | 19 e 26 de maio | 19 e 26 de maio | 19 e 26 de maio |  |  |
|  |                          |                          |                          |                          |   |                    |                  |                  |                  |                  |  |                    |                 |                 |                 |                 |  |  |
|  | Espérance de Tunis (p.)  | 0                        | 0                        | 0 (4)                    |   |                    |                  |                  |                  |                  |  |                    |                 |                 |                 |                 |  |  |
|  | ASEC Mimosas             | 0                        | 0                        | 0 (2)                    |   |                    |                  |                  |                  |                  |  |                    |                 |                 |                 |                 |  |  |
|  | ASEC Mimosas             | 0                        | 0                        | 0 (2)                    |   | Espérance de Tunis | 1                | 1                | 2                |                  |  |                    |                 |                 |                 |                 |  |  |
|  |                          |                          |                          |                          |   | Espérance de Tunis | 1                | 1                | 2                |                  |  |                    |                 |                 |                 |                 |  |  |
|  |                          | Mamelodi Sundowns        | 0                        | 0                        | 0 |                    |                  |                  |                  |                  |  |                    |                 |                 |                 |                 |  |  |
|  | Young Africans           | Mamelodi Sundowns        | 0                        | 0                        | 0 | 0                  | 0                | 0 (2)            |                  |                  |  |                    |                 |                 |                 |                 |  |  |
|  | Young Africans           |                          |                          |                          |   | 0                  | 0                | 0 (2)            |                  |                  |  |                    |                 |                 |                 |                 |  |  |
|  | Mamelodi Sundowns (p.)   | 0                        | 0                        | 0 (3)                    |   |                    |                  |                  |                  |                  |  |                    |                 |                 |                 |                 |  |  |
|  | Mamelodi Sundowns (p.)   | 0                        | 0                        | 0 (3)                    |   |                    |                  |                  |                  |                  |  | Espérance de Tunis | 0               | 0               | 0               |                 |  |  |
|  |                          |                          |                          |                          |   |                    |                  |                  |                  |                  |  | Espérance de Tunis | 0               | 0               | 0               |                 |  |  |
|  |                          | Al-Ahly                  | 0                        | 1                        | 1 |                    |                  |                  |                  |                  |  |                    |                 |                 |                 |                 |  |  |
|  | TP Mazembe               | Al-Ahly                  | 0                        | 1                        | 1 | 0                  | 2                | 2                |                  |                  |  |                    |                 |                 |                 |                 |  |  |
|  | TP Mazembe               |                          |                          |                          |   | 0                  | 2                | 2                |                  |                  |  |                    |                 |                 |                 |                 |  |  |
|  | Petro de Luanda          | 0                        | 1                        | 1                        |   |                    |                  |                  |                  |                  |  |                    |                 |                 |                 |                 |  |  |
|  | Petro de Luanda          | 0                        | 1                        | 1                        |   | TP Mazembe         | 0                | 0                | 0                |                  |  |                    |                 |                 |                 |                 |  |  |
|  |                          |                          |                          |                          |   | TP Mazembe         | 0                | 0                | 0                |                  |  |                    |                 |                 |                 |                 |  |  |
|  |                          | Al-Ahly                  | 0                        | 3                        | 3 |                    |                  |                  |                  |                  |  |                    |                 |                 |                 |                 |  |  |
|  | Simba                    | Al-Ahly                  | 0                        | 3                        | 3 | 0                  | 0                | 0                |                  |                  |  |                    |                 |                 |                 |                 |  |  |
|  | Simba                    |                          |                          |                          |   | 0                  | 0                | 0                |                  |                  |  |                    |                 |                 |                 |                 |  |  |
|  | Al-Ahly                  | 1                        | 2                        | 3                        |   |                    |                  |                  |                  |                  |  |                    |                 |                 |                 |                 |  |  |

### Quartas de final
| Equipe 1           | Total       | Equipe 2          | 1.º jogo | 2.º jogo |
| ------------------ | ----------- | ----------------- | -------- | -------- |
| Espérance de Tunis | 0–0 (4–2 p) | ASEC Mimosas      | 0–0      | 0–0      |
| Young Africans     | 0–0 (2–3 p) | Mamelodi Sundowns | 0–0      | 0–0      |
| TP Mazembe         | 2–1         | Petro de Luanda   | 0–0      | 2–1      |
| Simba              | 0–3         | Al-Ahly           | 0–1      | 0–2      |

### Semifinais
| Equipe 1           | Total | Equipe 2          | 1.º jogo | 2.º jogo |
| ------------------ | ----- | ----------------- | -------- | -------- |
| Espérance de Tunis | 2–0   | Mamelodi Sundowns | 1–0      | 1–0      |
| TP Mazembe         | 0–3   | Al-Ahly           | 0–0      | 0–3      |

### Final

#### Partida de ida
| 18 de maio de 2024 | Espérance de Tunis | 0 – 0     | Al-Ahly | Estádio Olímpico Hammadi Agrebi, Radès |
| 20:00 (UTC+1)      |                    | Relatório |         | Árbitro: ALG Mustapha Ghorbal          |

#### Partida de volta
| 25 de maio de 2024 | Al-Ahly           | 1 – 0     | Espérance de Tunis | Estádio Internacional do Cairo, Cairo  |
| 20:00 (UTC+3)      | Ahoulou 4' (g.c.) | Relatório |                    | Árbitro: COD Jean-Jacques Ndala Ngambo |